# Václav Vlček (letec)
Václav Vlček (22. července 1895, Čakovice – 23. října 1974, Praha) byl plukovník československého letectva.
Aktivně se podílel na budování československého letectva, zúčastnil se odboje i povstání v květnu 1945, v roce 1949 byl odsouzen za velezradu a degradován.

## Život
Po vypuknutí první světové války v červenci 1914 byl vyslán k balonovému oddílu, se kterým prošel většinu válečných front. Od října 1918 byl příslušníkem československých legií v Itálii. Po vzniku první čs. republiky se zapojil do budování čs. letectva postupně na posádkách Pardubice, Olomouc, Bratislava a Košice. Při letu u 7. letky v Košicích podél maďarských hranic dne 14. července 1920 přistál pro poruchu těsně u hranic na maďarské půdě. Byl uvězněn, postaven před vojenský bolševický soud a odsouzen k smrti. Teprve na rozkaz maršála Foche, velitele dohodových vojsk, byl 13. listopadu 1921 propuštěn z vězení.
V roce 1925 absolvoval speciální výcvik s generálem Janouškem u bombardovacího pluku v Nancy pro létání v noci. Poté vedl výcvik letců u III. odboru MNO.
5. července 1926 za sokolského sletu uspořádal čs. aeroklub letecké závody na trase Praha-Hradec Králové-Ostrava-Olomouc-Nitra-Bratislava-Brno-České Budějovice-Plzeň-Praha. Na letounu BH-9 „Boska“ s motorem Walter získal Václav Vlček první cenu závodu. 26. července a 8. prosince 1927 překonal na stroji BH-9 další světové rekordy.[zdroj?]
V roce 1933 byl jmenován velitelem I. perutě pluku T. G. Masaryka, o dva roky později byl jmenován předsedou Svazu letců a profesorem Vojenské velitelské akademie v Praze.
V již vypjaté době hrozby Hitlerova Německa 7. dubna 1937 uspořádal pod patronací Svazu letců ve Smetanově síni Obecního domu v Praze varovnou manifestaci s heslem „Pro mohutné letectví na obranu státu“ se „slibem letců národu“. Dne 30. května 1937 organizoval na Staroměstském náměstí slavnost odevzdání praporu od Obce sokolské Prvnímu leteckému pluku s heslem „Na křídlech za vítězstvím“. Druhý den byl přijat na Hradě jako předseda Svazu letců prezidentem republiky dr. E. Benešem, jemuž zde předal „Slib letců“.
Od roku 1939 za protektorátu Svaz letců organizoval vysílání vycvičeného leteckého personálu do ciziny. Těchto akcí se aktivně zúčastňoval spolu s plk. Hamšíkem, mjr. Malým a kpt. Černým. Stal se členem odbojové skupiny „Sázava“.
Od roku 1941 pracoval jako civilní zaměstnanec v továrně Walter v Jinonicích. Zde 5. května 1945 velel osvobození továrny a obsazení německého pancéřového vlaku. Dne 6. května byl zraněn výbuchem pancéřové pěsti. Nadále zůstal v továrně, navštívil velitelství divize generála Vlasova v Řeporyjích a dne 7. května přijal generála Buňačenka, kterému umožnil týž den zřídit velitelství přímo v objektu Waltrovky.
Pro trvalé poškození oka pancéřovou pěstí skončil s létáním a byl jmenován velitelem leteckého týlu 2. oblasti v Českých Budějovicích.
Dne 10. května 1949 byl zatčen v Čimelicích Státní bezpečností, odvezen k vyšetřování do „Domečku“ na Hradčanech a později odsouzen ve zinscenovaném procesu za velezradu. Po propuštění, ztrátě vojenských hodností a občanských práv, pracoval jako dělník v modřanském cukrovaru, později jako skladník v Pramenu. Jeho život ukončila mozková mrtvice při pracovní brigádě na vlakovém nádraží Modřany dne 23. října 1974.

## Galerie

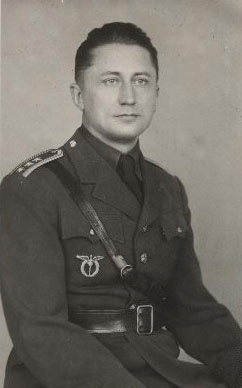
Plukovník letectva Václav Vlček
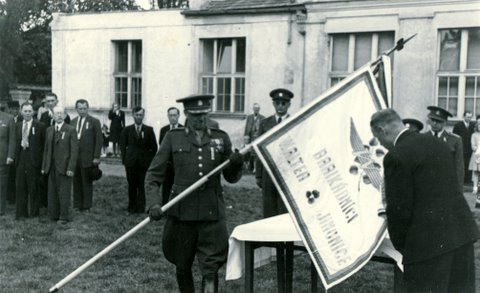
Rozvinutí praporu u jinonické Sokolovny
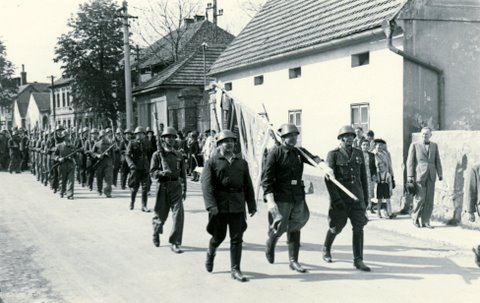
Slavnostní pochod s praporem
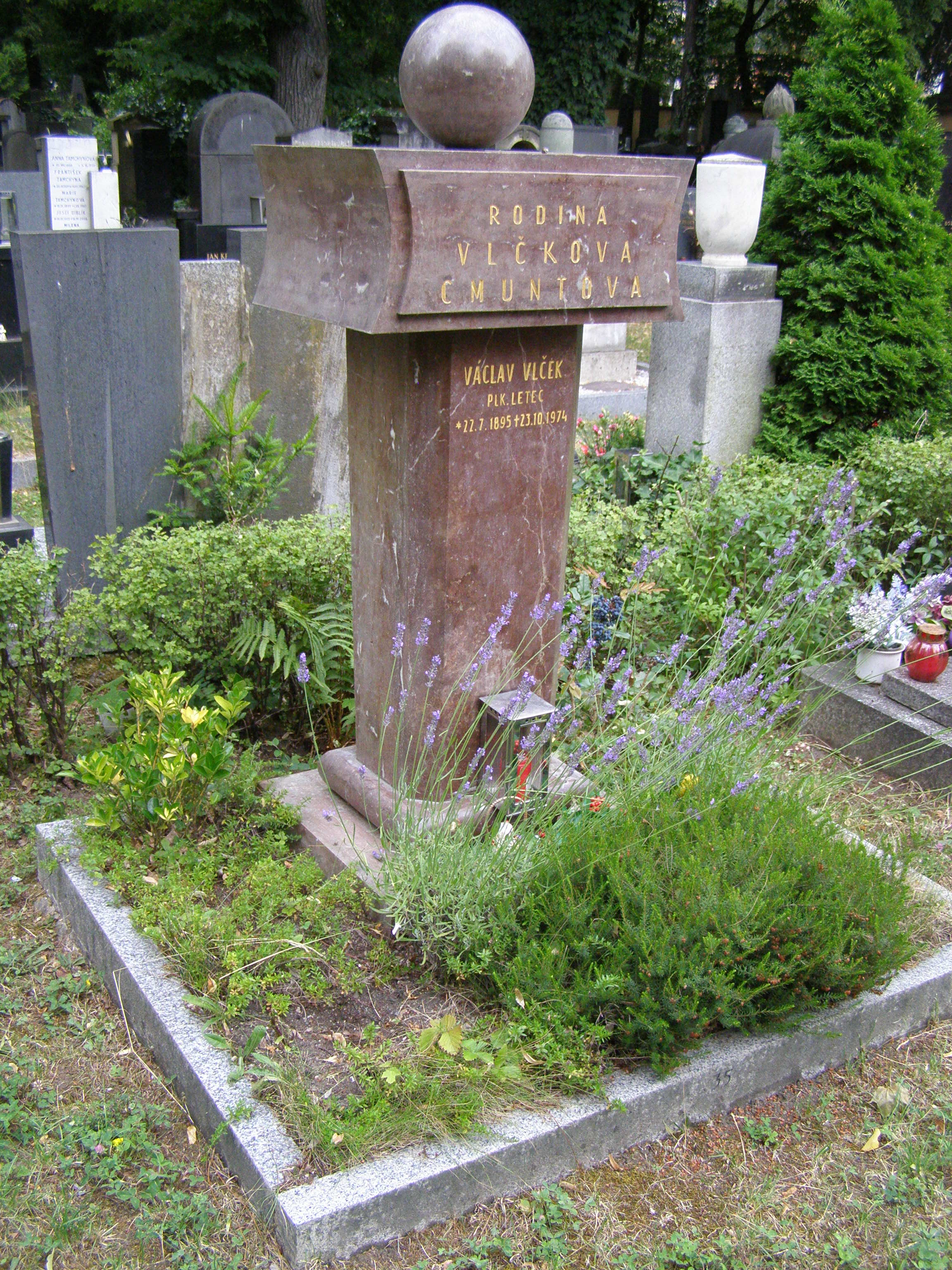
Hrob na pražském hřbitově Malvazinky